# Megachile chelostomoides
Megachile chelostomoides är en biart som beskrevs av Giovanni Gribodo 1894.
Megachile chelostomoides ingår i släktet tapetserarbin och familjen buksamlarbin. Inga underarter finns listade i Catalogue of Life.